# Eve Billing
Eve Billing (1923 - 2019) fue una fitopatóloga del Reino Unido especializada en enfermedades de los árboles frutales, especialmente el fuego bacteriano causado por la bacteria Erwinia amylovora . Presentó un sistema de modelado para predecir la probabilidad de brotes de la niebla del peral y del manzano y también métodos para la identificación y el tratamiento de patógenos.

## Biografía
Billing nació en 1923. Vivió en Finchampstead y Horsmonden durante su vida, y al final de su jubilación se mudó a Cirencester. Murió el 18 de diciembre de 2019.

### Trayectoria
Su carrera fue como patóloga de plantas.  Se especializó en el fuego bacteriano , una grave enfermedad mundial de manzanos, perales y algunos otros árboles frutales dentro de las rosáceas . Es causada por la bacteria Erwinia amylovora . Presentó el sistema integrado de Billing, un sistema de modelado para predecir la probabilidad de brotes de niebla del peral y del manzano en función de la información meteorológica y, por lo tanto, mejorar la gestión de enfermedades. La temperatura y la lluvia cuando los árboles estaban en flor fueron factores determinantes clave.  Continuó desarrollándolo para que fuera aplicable más ampliamente y desde entonces otros lo han desarrollado aún más. También estudió en detalle las bacterias causales, incluida la cápsula que llevó a la apreciación de la importancia de las biopelículas en el proceso de la enfermedad. Los factores de virulencia y la base de mutantes naturales no virulentos también fueron parte de su investigación. También estaba interesada en el potencial para usar bacteriófagos en el control de la enfermedad del fuego bacteriano.
En 1966 introdujo una serie de pruebas bioquímicas (pruebas LOPAT) que fueron eficaces para identificar grupos y especies de Pseudomonas bacterianas. 
Eve Billing se formó en microbiología en la Universidad de Manchester  y en 1957 fue contratada por el Servicio Nacional de Asesoramiento Agrícola del gobierno del Reino Unido en Wye en Kent, Reino Unido.  En 1962 se trasladó al Departamento de Microbiología de la Universidad de Reading.  En 1972 estaba en la Estación de Investigación de East Malling, donde estuvo empleada durante el resto de su carrera. Se retiró a principios de la década de 1980, pero continuó investigando en su cocina ya través de la correspondencia con investigadores de todo el mundo. Su última publicación fue en 2011.  Su trabajo sobre la transmisión de la niebla del peral y del manzano fue citado durante la resolución de disputas de la Organización Mundial del Comercio sobre la importación de frutas.

## Premios
La especie no patógena Erwinia billingiae lleva su nombre.  Puede actuar antagónicamente a los agentes causales de la niebla del peral y del manzano y ser útil para el control biológico.
El Segundo Simposio Internacional sobre el Fuego Bacteriano de las Plantas Rosáceas, junio de 2019, estuvo dedicado a su memoria.

## Publicaciones
Billing fue autora o coautora de más de 35 publicaciones científicas durante más de 50 años, desde mediados de la década de 1950 hasta 2011, cuando tenía más de 80 años. Ellos incluyeron:
- Eve Billing (2011) Reflexiones sobre el fuego bacteriano y preguntas. Acta Horticulturae 896 33-38
- Robert A. Bennett y Eve Billing (1980) Origen del componente polisacárido del exudado de plantas infectadas con Erwinia amylovora. Revista de Microbiología General 126 341-349
- RA Lelliot, E. Billing y AC Hayward (1966) Un esquema determinante para las pseudomonas patogénicas de plantas fluorescentes. Revista de Bacteriología Aplicada 29 470 - 487
- E. Billing (1960) Una asociación entre la capsulación y la sensibilidad a los fagos en Erwinia amylovora . Naturaleza 186 819-820
- Eve Billing (1955) Estudios sobre un organismo tolerante al jabón: una nueva variedad de Bacterium anitratum . Revista de Microbiología General 13 252-260